# Ophiobolus eryngii
Ophiobolus eryngii är en svampart som först beskrevs av Cornelius Anton Jan Abraham Oudemans, och fick sitt nu gällande namn av Pier Andrea Saccardo 1883. Ophiobolus eryngii ingår i släktet Ophiobolus och familjen Leptosphaeriaceae.   Inga underarter finns listade i Catalogue of Life.